# Quarantaine (film)
Pour les articles homonymes, voir Quarantaine (homonymie).
Pour plus de détails, voir Fiche technique et Distribution.
Quarantaine (Cserepek) est un film hongrois réalisé par István Gaál, sorti en 1981.

## Fiche technique
- Titre : Quarantaine
- Titre original : Cserepek
- Réalisation : István Gaál
- Scénario : István Gaál
- Musique : Gábor Presser et András Szőllősy
- Photographie : József Lörincz
- Montage : István Gaál
- Production : István Nemeskürty
- Société de production : Budapest Filmstúdió
- Pays de production :  Hongrie
- Genre : Drame
- Durée : 91 minutes
- Date de sortie : 
  - France : mai 1981 (festival de Cannes)

## Distribution
- Zygmunt Malanowicz : Vígh András
- Katalin Gyöngyössy : l'ex-femme d'András
- Tamás Horváth : Zoli
- Irma Patkós : Öregasszony
- Edit Soós : Aranka
- Eszter Szakács : Maja
- Bella Tanai : la psychologue
- Szilvia Várkonyi : le professeur
- József Bihari : le père d'András

## Distinctions
Le film a été présenté en sélection officielle en compétition au Festival de Cannes 1981.